# Neuengönna
Neuengönna là một đô thị thuộc huyện Saale-Holzland, trong bang Thüringen, Đức. Đô thị Neuengönna có diện tích 6,17 km².